# Division 1 Norra
A Division 1 Norra (literalmente, "Divisão 1 do Norte") é uma das duas ligas da terceira divisão, Division 1, no sistema de ligas do futebol masculino sueco. Dispõe de 16 equipes de futebol. A Division 1 Norra era uma das ligas oficiais da segunda divisão de 1987 a 1999, mas foi substituída pela Superettan em 2000. No entanto, ela foi recriada para a temporada 2006, agora correspondendo à terceira divisão.

## História
A antiga Division 1 Norra substituiu a Division 2 Norra como uma das duas ligas de segunda divisão em 1987 e consistia de 14 clubes, exceto nas temporadas de 1991 e 1992, quando eram apenas 8 equipes, em função de ter havido quatro ligas na segunda divisão nesses anos.

## Clubes atuais
Atualizado até a temporada 2023. 
- Assyriska United IK
- Boden BK
- Dalkurd FF
- FC Stockholm Internazionale
- Gefle IF
- Hammarby Talang FF
- IF Karlstad
- IF Sylvia
- Motala AIF
- Piteå IF
- Sandvikens IF
- Sollentuna FK
- Täby FK
- Umeå FC
- Vasalunds IF
- Örebro Syrianska IF